# Ganzee
Ganzee is een verdronken dorp in het Brokopondodistrict in Suriname. Het dorp werd in 1965 ontruimd vanwege de aanleg van het Brokopondostuwmeer.
In de tijd dat het dorp nog bewoond was had het geen burgemeester, maar een of meerdere kapitein(s). In het dorp woonden met name Marrons.
In Ganzee stond een houten kerk met geveltoren van de hernhutters. Ganzee was samen met Koffiekamp een van de grootste dorpen die door de rivier de Suriname zijn verdronken.

## Geboren in Ganzee
- Alexander Arthur Martin Licht (1930-1999), schrijver[3]
- Stanley Rensch (1940-2024), Surinaams mensenrechtenactivist
- Julian With (1954-2024), criticus en schrijver